# Cícones

Localização aproximada dos cícones

Os   Cícones  (em grego antigo,  Κίκονες, transl. Kíkones) eram uma tribo trácia, cuja fortaleza, nos tempos homéricos,  era a cidade de Ismara ( em grego antigo,  Ἴσμαρος, transl. Ismaros), situada no sopé da montanha Ismara, na costa sul da Trácia, a oeste do rio Hebro. São mencionados no livro II da Ilíada como aliados guerreiros dos Troianos, chefiados por Eufemo.
No livro IX da Odisseia, Odisseu (Ulisses) e seus homens tomam Ismara de surpresa e matam a maioria dos homens cícones, enquanto  queimam as cidades da Ciconia e tomam as mulheres. Porém, mais tarde, reforços cícones chegam e atacam os invasores aqueus, matando tantos deles que Odisseu e seus homens são forçados a zarpar em seus navios, com o número de seus companheiros de navio grandemente reduzido. Após a partida, foram desviados do curso por nove dias, por causa de uma tempestade violenta.